# The Jesus Lizard
(Piero Scaruffi)
I Jesus Lizard sono un gruppo noise rock formatosi nel 1987 a Chicago. La band, nata dalle ceneri del seminale gruppo texano Scratch Acid, prese il proprio nome dalla comune denominazione in lingua inglese del Basiliscus basiliscus, una lucertola che può correre sull'acqua. Da lì in avanti il gruppo stabilì un forte sodalizio artistico con l'etichetta indipendente Touch and Go Records e con il produttore Steve Albini.
Pur non trovando mai un vero e proprio successo di massa, i Jesus Lizard sono stati, insieme a Slint e Fugazi, uno dei gruppi rock più influenti degli anni novanta. Secondo Albini, sono stati in assoluto il gruppo più importante dell'intero decennio.
Pochi anni dopo aver firmato un contratto con la major discografica Capitol Records, nel 1999 il gruppo si sciolse. Dieci anni dopo, nel 2009, la band si è riformata raccogliendo un responso favorevole da pubblico e critica.

## Storia del gruppo

### Nascita e Touch & Go Records (1987-1994)
Dopo lo scioglimento della loro band (gli Scratch Acid), il cantante David Yow ed il bassista David Wm. Sims iniziarono a lavorare con un chitarrista di estrazione Jazz, Duane Denison, su un nuovo progetto. Il trio, ribattezzatosi Jesus Lizard, face alcune prove ad Austin (città di origine degli Scratch Acid) con una drum machine, senza mai esibirsi dal vivo.
Successivamente i tre si trasferirono a Chicago, dove nel 1989 incisero un primo EP, Pure, prodotto da Steve Albini per la Touch and Go Records. La ritmica era ancora affidata ad una drum machine e lo stile era fortemente debitore del sound dei Big Black. L'anno successivo la band trovò il suo assetto definitivo assoldando il batterista Mac McNeilly, e il quartetto risultante incise l'LP Head. McNeilly venne in seguito rimpiazzato da Jim Kimball nel 1996.
Il caratteristico sound del gruppo (innestato su una chitarra secca e tagliente, una batteria potente e veloce, un basso pesante e ripetitivo ed una voce psicotica) è stato influenzato dall'hardcore (The Dicks, Big Boys), da gruppi post-punk quali Pere Ubu, The Birthday Party, Gang of Four e Chrome e dall'hard rock classico (Led Zeppelin, Black Sabbath), oltre che dal Jazz (Ornette Coleman, Miles Davis) e dal Blues. Completano il quadro gli inquietanti testi di Yow, violenti ed iperrealisti, veri e propri esempi di moderno "teatro della crudeltà".
Fino al 1994, le registrazioni in studio vennero sempre effettuate da Albini, e il livello di produzione raggiunto in quelle occasioni non venne più eguagliato in seguito. Gli album più importanti di questo primo periodo di carriera sono Goat (1991, considerato il loro capolavoro e definito "uno degli album più tragici e intensi del rock moderno") e Liar (1992), ai quali fece seguito anche la pubblicazione di un singolo condiviso a metà con i Nirvana, Puss/Oh, the Guilt (1993).

### Capitol Records e scioglimento (1995–1999)
Nel 1995, i Jesus Lizard firmarono un contratto con la Capitol Records.
Dopo due dischi con la Capitol, la registrazione della canzone Panic in Cicero per l'inclusione nella colonna sonora del film Clerks - Commessi, ed una apparizione al festival Lollapalooza, il gruppo si sciolse. Il primo ad andarsene fu McNeilly che lasciò la band a fine 1996, motivando la decisione con il suo essere esausto dei continui tour e con il desiderio di passare più tempo con la propria famiglia. Il batterista venne rimpiazzato da Jim Kimball, dei Mule.
Dopo un periodo di altri incessanti tour nel 1997, i Jesus Lizard pubblicarono l'omonimo EP, l'unico loro disco il cui titolo non sia composto da una parola di quattro lettere, per la Jetset Records. L'EP venne prodotto da Andy Gill dei Gang of Four, John Cale, e Jim O'Rourke.
Le voci circa l'allontanamento di Albini a causa del coinvolgimento dei Jesus Lizard con la Capitol continuano a persistere tuttora, nonostante sia Albini che il gruppo le abbiano smentite più volte nel corso degli anni.
Nell'agosto 1998 anche Kimball lasciò il gruppo e venne sostituito dal batterista di Chicago Brendan Murphy, ex membro dei Wesley Willis Fiasco. Dopo altri svariati mesi di tournée per il mondo, il gruppo suonò nel suo ultimo concerto della prima parte di carriera al Festival Umeå Open di Umeå, Svezia, il 27 marzo 1999.
Nel 2000, la Touch & Go pubblicò un CD di B-side intitolato Bang.
Dopo lo scioglimento alcuni componenti della band continuarono a suonare, sia da soli che con altri gruppi: Denison ad esempio è rimasto attivo con i Tomahawk e con Kimball nel Denison Kimball Trio (che attualmente è un duo).

### Reunion (2009-presente)
Nel 2009 si sono riformati ed hanno preso parte ad una serie di concerti con la formazione originale, tra cui il Pitchfork Music Festival a Chicago, l'All Tomorrow's Parties Music Festival in Inghilterra, e il Pukkelpop in Belgio. Nel 2011 è stato pubblicato il secondo album live della band, Club, che raccoglie le esibizioni dal vivo del gruppo riformatosi.
La band si è riunita per una seconda volta nel 2017, con un tour svoltosi tra il 2017 e il 2018.
A 26 anni di distanza dall'ultimo album, precisamente il 13 settembre 2024, i The Jesus Lizard pubblicano Rack con undici brani inediti. Ne segue un lungo tour con anche tre date in Italia nell'estate 2025.

## Influenza
L'importanza dei Jesus Lizard nel contesto del rock degli ultimi vent'anni è capitale. Molte formazioni hanno saccheggiato a piene mani dalle intuizioni della band, senza tuttavia riuscire a riproporne la potenza, la visceralità e l'eleganza.

## Formazione
- David Yow – voce (1987–1999, 2008–2010)
- Duane Denison – chitarra elettrica (1987–1999, 2008–2010)
- David Wm. Sims – basso (1987–1999, 2008–2010)
- Mac McNeilly – batteria (1989–1996, 2008–2010)
- Jim Kimball – batteria (1996–1998)
- Brendan Murphy – batteria (1998–1999)

## Discografia

### Album in studio
- 1990 - Head
- 1991 - Goat
- 1992 - Liar
- 1994 - Down
- 1996 - Shot
- 1998 - Blue
- 2024 - Rack

### Album dal vivo
- 1994 - Show
- 2011 - Club

### Compilation & box set
- 2000 - Bang
- 2009 - Inch

### EP
- 1989 - Pure
- 1993 - Lash
- 1998 - The Jesus Lizard

### Singoli
- 1989 - Chrome/7 vs. 8
- 1990 - Mouth Breather/Sunday You Need Love
- 1992 - Wheelchair Epidemic/Dancing Naked Ladies
- 1992 - Gladiator/Seasick
- 1993 - (Fly) On (The Wall)/White Hole
- 1994 - Fear And Loathing Volume 21: Art of Self Defense/Nub
- 1996 - Thumper/Good Riddance/Shut Up
- 1996 - Mailman
- 1998 - A Tale of Two Women

### DVD
- 2007 - The Jesus Lizard - Live
- 2011 - The Jesus Lizard - Club

### Split
- 1993 - Puss/Oh, the Guilt (con i Nirvana)